# Ferdinand Farjon
Pour les articles homonymes, voir Farjon.
Ferdinand Farjon est un industriel et homme politique français né le 19 décembre 1841 à Boulogne-sur-Mer (Pas-de-Calais) et mort dans la même ville le 25 mars 1916.

## Biographie
Élève à l'école Polytechnique puis à l'école du génie de Metz, il quitte l'armée en 1872 pour reprendre l'entreprise familiale de fabrication de plumes à écrire et de crayons Baignol et Farjon. Conseiller municipal de Boulogne-sur-Mer de 1877 à 1908, président de la chambre de commerce en 1886, conseiller général en 1898, il est député du Pas-de-Calais de 1906 à 1910, inscrit au groupe des Républicains progressistes. Il est aussi conseiller du commerce extérieur, membre du conseil supérieur de l'enseignement technique et du conseil supérieur de la Marine marchande. Il est le père de Roger Farjon, sénateur du Pas-de-Calais de 1920 à 1940, et le grand-père de Roland Farjon, résistant.

## Iconographie
Un buste de Ferdinand Farjon par le sculpteur Auguste Maillard ornait le boulevard Gambetta à Boulogne-sur-Mer. Il a été volé dans la nuit du 28 au 29 septembre 2018.

## Sources
- « Ferdinand Farjon », dans le Dictionnaire des parlementaires français (1889-1940), sous la direction de Jean Jolly, PUF, 1960 [détail de l’édition]
- Olivier Chovaux, La dynastie des Farjon à Boulogne-sur-Mer, Revue du Nord, 1990, p. 875-890.
- Ressources relatives à la vie publique :   - base Léonore
  - Base Sycomore